# آخرین جنگ جمهوری روم

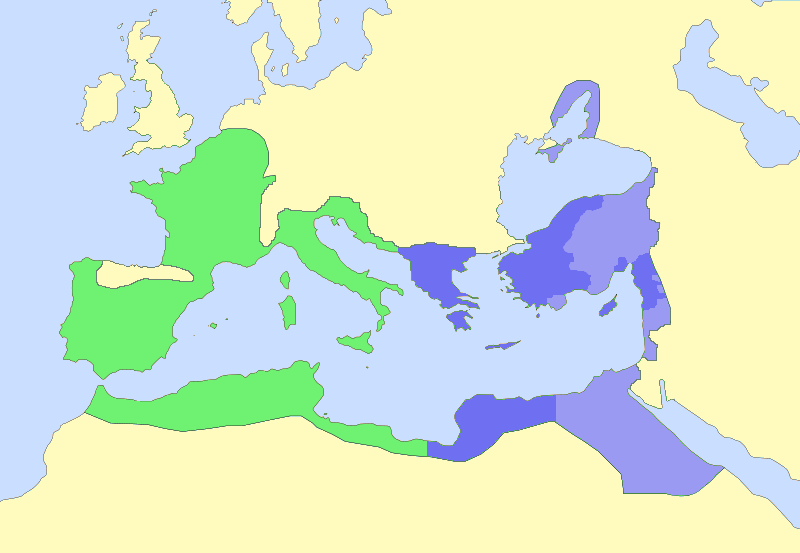
آخرین جنگ جمهوری روم

آخرین جنگ جمهوری روم (انگلیسی: Last war of the Roman Republic) که با عناوینی همچون جنگ داخلی آنتونی یا جنگ میان آنتونی و اکتاویان شناخته می‌شود، آخرین جنگ داخلی جمهوری روم است که میان مارک آنتونی (با همراهی کلئوپاترا) و اوکتاویان رخ داد که با پیروزی اکتاویان همراه بود. پس از این جنگ جمهوری روم جای خود را امپراتوری روم داد و اوکتاویان با برگزیدن لقب آگوستوس به عنوان امپراتور روم انتخاب شد.
در سال ۳۲ قبل از میلاد، سنای روم به سلسله بطلمیوسی اعلان جنگ و دستور فتح و اشغال مصر را صادر کرد. معشوقه و رقیب اکتاویان، مارک آنتونی، به هواداری از آخرین ملکه بطلمیوسی، کلئوپاترا، برخاست و حدود ۴۰ درصد از سنای روم نیز به وی برای مقابله با اوکتاویان پیوستند. پس از پیروزی قاطع اکتاویان در نبرد آکتیوم، مارک آنتونی و کلئوپاترا از اسکندریه عقب‌نشینی و در نهایت خودکشی کردند.